# Рига. Десять лет спустя
«Рига. Десять лет спустя» (латыш. «Rīga. Desmit gadus pēc») — документальный фильм режиссёра Арты Бисениеце, снятый в 2001 году. Премьера фильма состоялась в Риге 11 октября 2001 года.

## Сюжет
Фильм о новом ритме старого города. Перед нами проходят судьбы четырёх молодых людей, которые росли в новых условиях. Прошло только десять лет, но они уже не помнят Ригу прежней эпохи. Через их поступки авторы хотят донести характерные черты современного им времени.
Герои не похожи друг на друга, каждый из них вступает в жизнь своим, отличным от других путём. Лига берёт уроки пения, занимается вокалом и мечтает стать оперной певицей. Роман работает мясником на рынке. Айвар учится в полицейской академии. Карине удаётся успешно совмещать лёгкую прелесть дружеских вечеринок и профессиональную серьёзность престижной работы адвоката.

## Съёмочная группа
- Автор сценария: Арта Бисениеце
- Режиссёр-постановщик: Арта Бисениеце
- Оператор-постановщик: Янис Эглитис
- Звукооператор: Нормундс Клявиньш
- Редактор: Францис Весанс

## Технические данные
- Формат: Betacam SP stereo
- Время: 58 мин.

## Награды
- 2001 — Победитель в номинации «Лучший документальный фильм» на кинофестивале «Большой Кристап»